# Mollau
Mollau là một xã ở tỉnh Haut-Rhin trong vùng Grand Est ở đông bắc Pháp. Xã này có diện tích 8,82 km², dân số năm 1999 là 429 người. Khu vực này có độ cao 470 mét trên mực nước biển.